# 스즈키 선생
스즈키 선생님(鈴木先生)은 	2011년 4월 25일부터 6월 27일까지 TV 도쿄에서 방영된 일본의 텔레비전 드라마이다.

## 등장인물

### 주요 인물
- 스즈키 선생님 = 하세가와 히로키
- 오가와 소미(小川蘇美) = 츠치야 타오
- 하타 아사미(秦麻美) = 우스다 아사미

### 학생

#### 2-A반 학생
- 이즈미 다다시(出水正) = 키타무라 타쿠미
- 고마이(駒井）= 미야케 후미토
- 곤노(紺野) = 사이토 류세이
- 다케치 기미히코(竹地公彦) = 후지와라 카오루
- 도야마(藤山) = 쿠와시로 타카아키
- 도쓰카(戸塚) = 이토 료
- 노로(野呂) = 코야마 요
- 하마구치(浜口) = 니시모토 긴지로
- 미사키 유키(岬勇気) = 니시이 유키토
- 모토키(本木) = 나카자와 요스케
- 모리(森) = 요네모토 라이키
- 이리에(入江沙季) = 마츠모토 하나